# Alocución del Marqués del Vasto
Alocución del Marqués del Vasto es una pintura realizada al óleo sobre lienzo por el pintor italiano Tiziano, actualmente conservada en el Museo del Prado de Madrid. 

## Historia y descripción
Alfonso de Ávalos, II marqués del Vasto, era un noble napolitano, descendiente de una familia de origen castellano. Participó en la Batalla de Pavía y en la conquista de Túnez de 1535. En 1538 fue nombrado gobernador de Milán. Fracasos posteriores hicieron que cayera en desgracia ante el emperador Carlos V. 
Esta obra es a la vez un retrato del marqués del Vasto y un cuadro de historia, ya que narra un suceso que ocurrió en 1537. Las tropas españolas acuarteladas en Milán iniciaron un conato de rebelión reclamando su sueldo, y el conflicto fue sofocado por el propio marqués gracias a su elocuencia: convenció a sus soldados de que cumpliría su palabra dejándoles como garantía a su propio hijo. 
El marqués encargó la obra a Tiziano, pretendiendo consagrar a un tiempo la fidelidad de sus hombres y el sacrificio realizado por él mismo al dejar como rehén a su hijo, que en el cuadro es el personaje infantil con un yelmo en las manos. La composición se basa en modelos clásicos, como los relieves del Arco de Constantino o numerosas obras numismáticas. Tiziano dispone así al general en una posición elevada, dirigiéndose a sus hombres, y enfatizando sus palabras, tal y como aconsejaban los manuales clásicos de oratoria, con la elevación del brazo derecho.
Según testimonios antiguos, Tiziano introdujo en el grupo de soldados al célebre escritor Aretino. Se ha supuesto que es el militar de espaldas en primer plano, que porta una alabarda; pero su rostro sin barba difiere de la imagen habitual de Aretino, barbado; y ahora se cree que el poeta aparece en segundo plano, con atuendo rojo, justo a la izquierda de la alabarda.
La obra fue encargada en 1539 por el propio marqués, con ocasión de un viaje a Venecia. Su primera exhibición pública fue en Milán, en 1541, aprovechando la visita del emperador Carlos. Posteriormente fue adquirida a la familia Gonzaga, duques de Mantua, por Carlos I de Inglaterra. Cuando este rey fue ajusticiado sus bienes se subastaron, y el cuadro (al igual que otros del mismo rey) fue adquirido por Felipe IV de España. En 1828 Fernando VII lo cedió a la colección del Museo del Prado. Es una pintura que sufrió importantes deterioros en el pasado (se cuenta que Felipe IV la obtuvo a precio rebajado por ello) y su aspecto ha mejorado en tiempos recientes por una restauración.
Del marqués del Vasto, se conoce otro retrato igualmente realizado por Tiziano, si bien muy diferente, conservado actualmente en el Getty Center de Los Ángeles.
- Datos: Q4722116
- Multimedia: Marqués del Vasto (Tiziano) / Q4722116